# Berliner Fußball-Verband
Der Berliner Fußball-Verband (kurz BFV) ist die Dachorganisation aller Fußballvereine in Berlin. Er ist einer der 21 Landesverbände des Deutschen Fußball-Bunds (DFB) und Mitglied des Nordostdeutschen Fußballverbands (NOFV).
Darüber hinaus ist das Berliner Cricket Komitee als Teil des BFV der Dachverband aller Berliner Cricketvereine und einer der sieben Landesverbände des Deutschen Cricket Bunds.

## Geschichte
Der BFV ist der Nachfolgeverband des am 11. September 1897 gegründeten Verbands Deutscher Ballspielvereine (VDB), der 1902 in Verband Berliner Ballspielvereine (VBB) umbenannt wurde. Der VBB schloss sich 1911 mit zwei anderen in Berlin beheimateten Verbänden zum Verband Brandenburgischer Ballspielvereine (ebenfalls VBB) zusammen.
Nach der Machtübernahme der Nationalsozialisten im Jahr 1933 wurden der DFB und alle regionalen Fußballverbände aufgelöst und durch das Fachamt Fußball sowie Fußballgaue ersetzt. Anstelle des VBB trat der Gau Berlin-Brandenburg mit der Gauliga Berlin-Brandenburg als höchste Spielklasse. Erst nach dem Ende des Zweiten Weltkriegs wurde der Verband 1949 wieder neu gegründet. Da das brandenburgische Umland Berlins jedoch schon zum Gebiet der DDR gehörte, hieß der Verband nun wieder Verband Berliner Ballspielvereine. Ein Jahr später mussten sich auch die Ost-Berliner Mannschaften dem Deutschen Fußball-Verband (Fußballverband der DDR) anschließen und somit unterstanden dem neuen VBB nur noch die West-Berliner Teams. Dieser benannte sich dann am 26. Oktober 1985 auf dem Verbandstag in Berliner Fußball-Verband um.
Nach der deutschen Wiedervereinigung traten am 17. November 1990 die Mitglieder des Fußball-Verbands Berlin (Fußballverband in Ost-Berlin), dessen Vorsitzender Uwe Piontek war, dem BFV bei und mit der Saison 1991/92 wurden die West- und Ost-Mannschaften wieder im Ligaspielbetrieb vereint.

## Organisation

### Präsidium
| Amtszeit  | Präsident        | Verein               |
| --------- | ---------------- | -------------------- |
| 1949–1970 | Paul Rusch       | BSC Rehberge         |
| 1970–1981 | Eberhard Hartlep | SV Hellas-Nordwest   |
| 1981–1990 | Uwe Hammer       | Hertha 03 Zehlendorf |
| 1990–2004 | Otto Höhne       | Hertha 03 Zehlendorf |
| seit 2004 | Bernd Schultz    | BFC Alemannia 1890   |

Dem Berliner Fußball-Verband steht als Präsident Bernd Schultz vor. Die Geschäftsstelle befindet sich in Berlin-Halensee im Haus des Fußballs und wird seit 2017 von Geschäftsführer Kevin Langner geleitet.
Das Berliner Cricket Komitee ist ein Teil des Berliner Fußball-Verbands und wird von Sven Leistikow geleitet. Es organisiert den Cricketsport für die sieben Berliner Cricketsportvereine.

### Verbandsmitglieder
Der Berliner Fußball-Verband ist die Dachorganisation von 379 Vereinen mit über 3.700 Mannschaften. In diesen Vereinen sind 206.419 Mitglieder (2016: 146.443) organisiert, wovon ca. 13 Prozent weiblich sind. Im Verband sind etwa 1.500 lizenzierte Trainer und über 1000 Schiedsrichter gemeldet. Der mitgliederreichste Fußballverein im BFV ist mit 49.152 eingetragenen Mitgliedern der 1. FC Union Berlin (Stand: 1. Januar 2023).

### Landesleistungszentrum
Das Landesleistungszentrum Richard Genthe mit Sitz am Kleinen Wannsee (Lage) wird vom Berliner Fußball-Verband betrieben. Weiterhin besteht ein Trainerstab aus zwei hauptamtlichen Verbandstrainern.

## Spielbetrieb
Die höchste Herren-Spielklasse des BFV ist die Berlin-Liga, deren Meister den Titel des Berliner Fußballmeisters erhält und in die Fußball-Oberliga Nordost aufsteigen darf. Weiterhin vergibt der Verband jährlich den Titel des Berliner Pokalsiegers, der im Berliner Pokal ausgespielt wird.

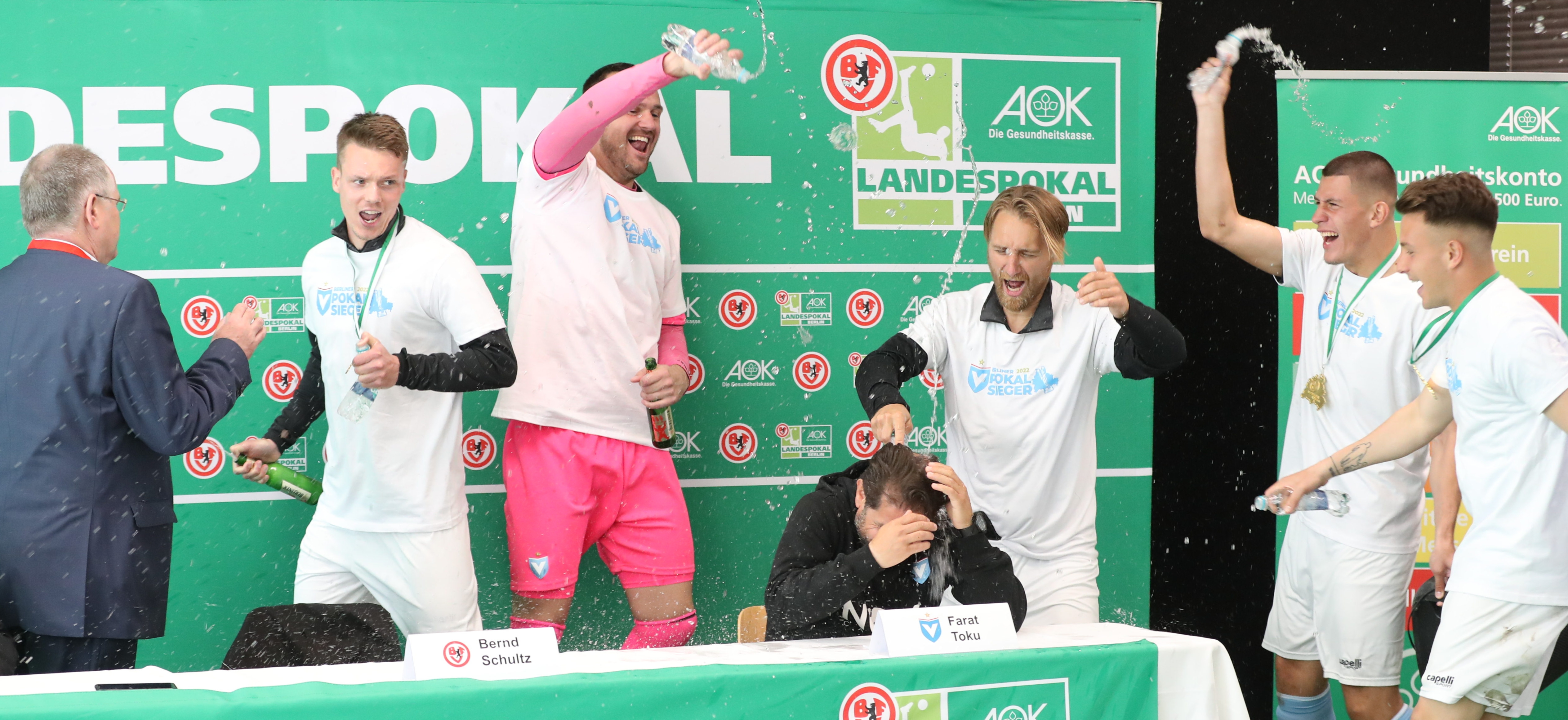
Feier des FC Viktoria 1889 Berlin nach dem Gewinn des Berliner Landespokal 2022

| Ebene | Spielklasse |
| ----- | --- |
| 6     | Berlin-Liga 18 Mannschaften Platz 1: Berliner Meister + Aufstieg in die Oberliga Nordost-Nord Platz 16–18: Absteiger                          |
| 7     | Landesliga (Staffel 1, Staffel 2) je 16 Mannschaften ↑je 1–2 Aufsteiger ↓je 3 Absteiger                                                       |
| 8     | Bezirksliga (Staffel 1, Staffel 2, Staffel 3) je 16 Mannschaften ↑je 2 Aufsteiger ↓je 2 Absteiger + 2 schlechteste 14. platzierte             |
| 9     | Kreisliga A (Staffel 1, Staffel 2, Staffel 3, Staffel 4) je 16 Mannschaften ↑je 2 ↓je 3 Absteiger                                             |
| 10    | Kreisliga B (Staffel 1, Staffel 2, Staffel 3, Staffel 4, Staffel 5) je 16 Mannschaften ↑je 2-3 Aufsteiger ↓je 2-3 Absteiger                   |
| 11    | Kreisliga C (Staffel 1, Staffel 2, Staffel 3, Staffel 4, Staffel 5, Staffel 6, Staffel 7, Staffel 8) je 14–16 Mannschaften ↑je 1-2 Aufsteiger |

## Vereine des BFV in höheren Ligen

### Männer-Fußball
| Nationale Ligastufe | Bezeichnung          | Anzahl | Vereine |
| ------------------- | -------------------- | ------ | --- |
| 1.                  | 1. Bundesliga        | 1      | 1. FC Union Berlin |
| 2.                  | 2. Bundesliga        | 1      | Hertha BSC |
| 3.                  | 3. Liga              | –      | – |
| 4.                  | Regionalliga Nordost | 5      | BFC Dynamo , VSG Altglienicke, Hertha BSC II, Hertha 03 Zehlendorf, BFC Preussen |
| 5.                  | NOFV-Oberliga Nord   | 9      | FC Viktoria 1889 Berlin, SV Lichtenberg 47, Eintracht Mahlsdorf, TuS Makkabi Berlin, Sparta Lichtenberg, Berliner AK 07, Tennis Borussia Berlin, Tasmania Berlin, SD Croatia Berlin |

### Futsal
| Nationale Ligastufe | Bezeichnung                 | Anzahl | Vereine                                                          |
| ------------------- | --------------------------- | ------ | ---------------------------------------------------------------- |
| 1.                  | Futsal-Bundesliga 2025/26   | 1      | FC Liria Berlin                                                  |
| 2.                  | Futsal-Regionalliga Nordost | 3      | Tennis Borussia Berlin, BSC Eintracht Südring, SD Croatia Berlin |

### Frauen-Fußball
| Nationale Ligastufe | Bezeichnung                 | Anzahl | Vereine                                                                           |
| ------------------- | --------------------------- | ------ | --------------------------------------------------------------------------------- |
| 1.                  | 1. Frauen-Bundesliga        | 1      | 1. FC Union Berlin                                                                |
| 2.                  | 2. Frauen-Bundesliga        | 1      | FC Viktoria 1889 Berlin                                                           |
| 3.                  | Frauen-Regionalliga Nordost | 4      | Hertha BSC, 1. FC Union Berlin II, Türkiyemspor Berlin, Blau-Weiß Hohen Neuendorf |

### Nachwuchs
| Nationale Ligastufe | Bezeichnung           | Anzahl | Vereine                                                 |
| ------------------- | --------------------- | ------ | ------------------------------------------------------- |
| 1                   | A-Junioren-Bundesliga | 3      | Hertha BSC, 1. FC Union Berlin, Berliner AK             |
| 1                   | B-Junioren-Bundesliga | 3      | Hertha BSC, 1. FC Union Berlin, FC Viktoria 1889 Berlin |

## Ehrungen
Der BFV vergibt jährlich die folgenden Titel:

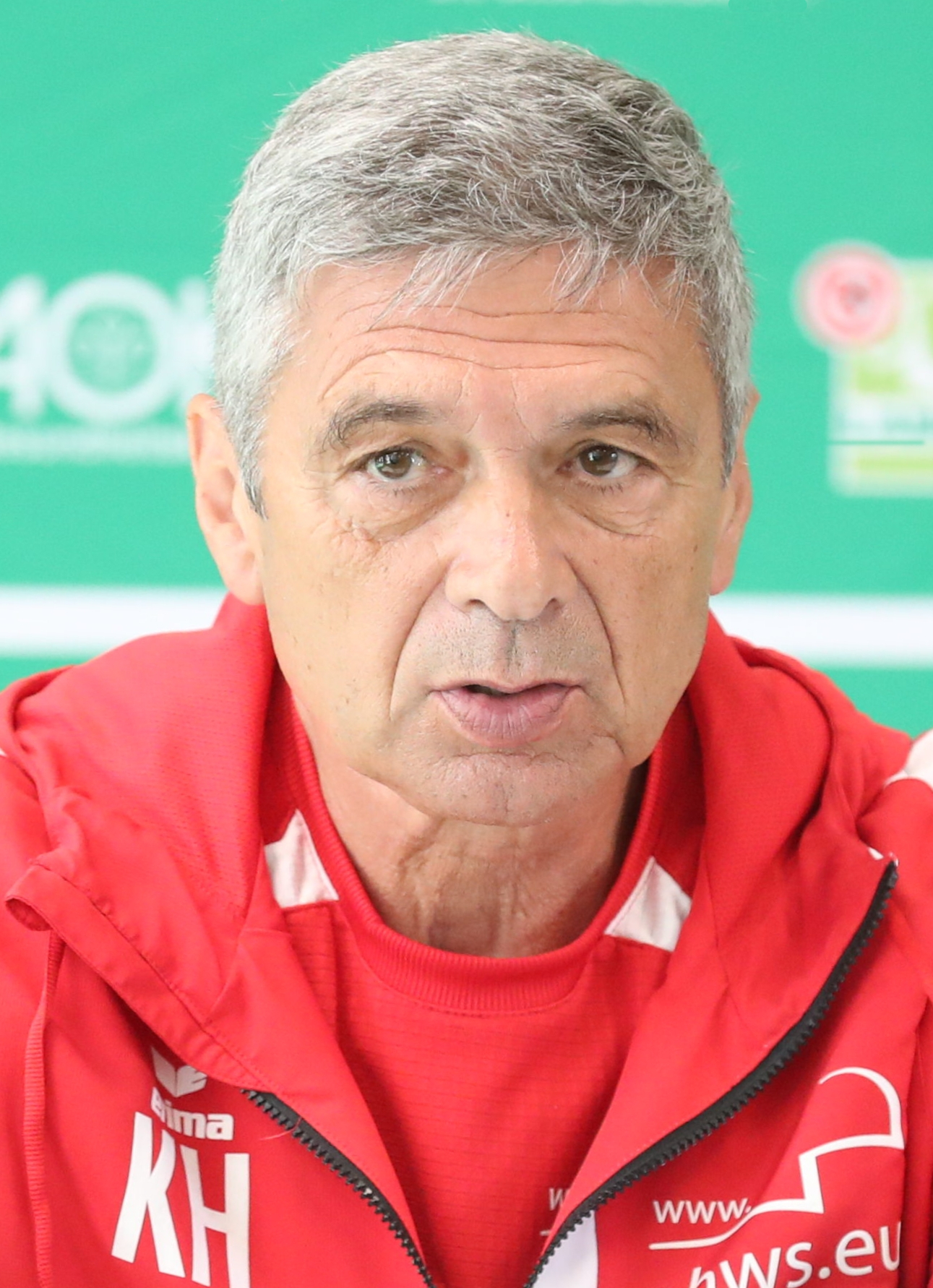
Karsten Heine, dreimal bester Amateurtrainer im Berliner Fußball-Verband

| Jahr | bester Profifußballer                    | bester Amateurfußballer                     | beste Amateurfußballerin                | bester Amateurtrainer                   |
| ---- | ---------------------------------------- | ------------------------------------------- | --------------------------------------- | --------------------------------------- |
| 2006 | nicht vergeben                           | Karim Benyamina (1. FC Union Berlin)        | nicht vergeben                          | nicht vergeben                          |
| 2007 | nicht vergeben                           | Tim Lensinger (Hertha BSC II)               | nicht vergeben                          | nicht vergeben                          |
| 2008 | nicht vergeben                           | Marcel Schreck (SV Lichtenberg 47)          | nicht vergeben                          | nicht vergeben                          |
| 2009 | nicht vergeben                           | Mario Langner (Lichtenrader BC 25)          | nicht vergeben                          | nicht vergeben                          |
| 2010 | nicht vergeben                           | Nico Thomaschewski (BFC Dynamo)             | Sanna El Agha (BSV Al-Dersimspor)       | nicht vergeben                          |
| 2011 | Pierre-Michel Lasogga (Hertha BSC)       | Christopher Quiring (1. FC Union Berlin II) | Sabrina Liedtke (SV Blau-Gelb Berlin)   | nicht vergeben                          |
| 2012 | Thomas Kraft (Hertha BSC)                | Fabian Holland (Hertha BSC II)              | Nadin Bethge (Adlershofer BC)           | Jens Härtel (Berliner AK 07)            |
| 2013 | Ronny (Hertha BSC)                       | Björn Brunnemann (BFC Dynamo)               | Madeleine Wojtecki (1. FC Union Berlin) | Jens Härtel (Berliner AK 07)            |
| 2014 | Torsten Mattuschka (1. FC Union Berlin)  | Sebastian Reiniger (SV Lichtenberg 47)      | Lisa Görsdorf (1. FC Union Berlin)      | Timo Szumnarski (Hertha Zehlendorf)     |
| 2015 | Sebastian Polter (1. FC Union Berlin)    | Michael Fuß (Tennis Borussia Berlin)        | Aylin Yaren (1. FC Lübars)              | Daniel Volbert (Tennis Borussia Berlin) |
| 2016 | Bobby Wood (1. FC Union Berlin)          | Patrick Kroll (VSG Altglienicke)            | Lisa Budde (1. FC Union Berlin)         | Steffen Baumgart (Berliner AK 07)       |
| 2017 | Marvin Plattenhardt (Hertha BSC)         | Christoph Zorn (BSV Eintracht Mahlsdorf)    | Dina Orschmann (1. FC Union Berlin)     | Jeffrey Seitz (SC Staaken)              |
| 2018 | Steven Skrzybski (1. FC Union Berlin)    | Christian Gawe (SV Lichtenberg 47)          | Lisa Heiseler (1. FC Union Berlin)      | Marco Gebhardt (Blau-Weiß 90 Berlin)    |
| 2019 | Rafał Gikiewicz (1. FC Union Berlin)     | Sebastian Huke (Hertha Zehlendorf)          | Monique Eichhorn (1. FC Union Berlin)   | Uwe Lehmann (SV Lichtenberg 47)         |
| 2020 | Christopher Trimmel (1. FC Union Berlin) | Stephan Brehmer (VSG Altglienicke)          | Natalie Götz (1. FC Union Berlin)       | Karsten Heine (VSG Altglienicke)        |
| 2021 | nicht vergeben                           | nicht vergeben                              | nicht vergeben                          | nicht vergeben                          |
| 2022 | Grischa Prömel (1. FC Union Berlin)      | Philipp Zeiger (VSG Altglienicke)           | Katja Orschmann (1. FC Union Berlin)    | Karsten Heine (VSG Altglienicke)        |
| 2023 | Sheraldo Becker (1. FC Union Berlin)     | Milos Dujkovic (SV Sparta Lichtenberg)      | Aylin Yaren (FC Viktoria 1889 Berlin)   | Dragan Kostic (SV Sparta Lichtenberg)   |
| 2024 | Fabian Reese (Hertha BSC)                | Lenny Stein (Hertha 03 Zehlendorf)          | Elfie Wellhausen (Hertha BSC)           | Ailien Poese (1. FC Union Berlin)       |
| 2025 | Fabian Reese (Hertha BSC)                | Änis Ben-Hatira (Hertha BSC II)             | Elfie Wellhausen (Hertha BSC)           | Karsten Heine (Eintracht Mahlsdorf)     |